# いちご。
『いちご。』は、飯塚雅弓の15枚目のオリジナルアルバム。2012年7月18日にLantisから、アニメイトおよびランティスオフィシャル通販サイト・L-MARTで限定発売された。

## 概要
徳間ジャパンコミュニケーションズからLantisに移籍してから初となるリリースで、前作『君へ。。。 with MAYU☆冬SELECTION』から2年7か月ぶりとなるアルバム。
アニメイトおよびランティスオフィシャル通販サイト・L-MARTでの限定販売となり、これは飯塚の作品では初となる試み。また、L-MARTでは特典としてブロマイドが付属。
2012年1月3日に開催されたライブ『Winter Live Happy Merry Strawberry』で初披露した楽曲「君の笑顔は僕の宝物」および配信限定シングル「TRUST〜君と歩く未来〜」を収録。
「Sunset Sky」のミュージッククリップおよび本アルバムのメイキングムービーが収録されたDVDが同梱。
本アルバムを引っ提げて、ツアーライブ『フリ☆フリ Strawberry Summer 2012』が7月28日から8月18日まで開催された。

## 収録内容
| #         | タイトル                  | 作詞      | 作曲               | 編曲               | 時間  |
| --------- | ------------------------- | --------- | ------------------ | ------------------ | ----- |
| 1.        | 「永遠のうた」            | 多田慎也  | 多田慎也           | 宮崎誠             | 5:35  |
| 2.        | 「君の笑顔は僕の宝物」    | 飯塚雅弓  | 川田瑠夏           | 川田瑠夏           | 4:16  |
| 3.        | 「魔法のくちづけ」        | 堂島孝平  | 堂島孝平           | 加藤みちあき       | 4:52  |
| 4.        | 「It's Summer!!」         | 川田瑠夏  | 川田瑠夏           | 川田瑠夏           | 4:26  |
| 5.        | 「みんなで」              | 川田瑠夏  | 川田瑠夏           | 宮崎誠             | 5:12  |
| 6.        | 「I.Chi.Go.」             | Satomi    | 堂島孝平           | 川田瑠夏           | 5:03  |
| 7.        | 「Sunset Sky」            | YUKAKO    | Kohei by SIMONSAYZ | Kohei by SIMONSAYZ | 5:08  |
| 8.        | 「TRUST〜君と歩く未来〜」 | 飯塚雅弓  | イズミカワソラ     | 宮崎誠             | 4:48  |
| 合計時間: | 合計時間:                 | 合計時間: | 合計時間:          | 合計時間:          | 31:03 |

| #  | タイトル                             | 作詞 | 作曲・編曲 |
| -- | ------------------------------------ | ---- | ---------- |
| 1. | 「Sunset Sky」(ミュージッククリップ) |      |            |
| 2. | 「「いちご。」メイキングムービー」   |      |            |

## 参加ミュージシャン
永遠のうた
TRUST〜君と歩く未来〜
- Guitars & Bass & Programming：宮崎誠
- Drums：佐野康夫
- Strings：篠崎正嗣ストリングス

君の笑顔は僕の宝物
- Piano & Programming：川田瑠夏
- Guitar：宮崎誠
- Bass：阿部光一郎
- Drums：山縣亮

魔法のくちづけ
- Guitars & Programming：加藤みちあき

It's Summer!! 
I.Chi.Go.
- Piano & Programming：川田瑠夏
- Guitar：遠山哲郎

みんなで
- Guitars & Bass & Programming：宮崎誠

Sunset Sky
- Guitars & Bass & Programming：Kohei by SIMONSAYZ

## ツアー日程
| 日付          | 都市   | 会場               |
| ------------- | ------ | ------------------ |
| 2012年8月6日  | 大阪市 | 大阪RUIDO          |
| 2012年8月13日 | 横浜市 | ランドマークホール |